# Судски двобој
Судски двобој (лат. Iudicium duelli) такође представља један од облика божјег суда, код кога се као и ког других сматрало да Бог неће дозволити да невино лице страда. Двобој се састојао у томе што се у недостатку других доказа остављало оружју да реши ко има право или не. Он се вршио до победе једне стране или до заласка сунца. На њега се могао позвати и оптужени и тужилац, а тврђење оног ко је у борби подлегао се сматрало неистинитим. Двобој се морао лично вршити, а само изузетно се допуштала замена, па је жену могао да замени муж а децу отац.
На западу је двобој био у нарочитој употреби код властеле, а касније је изгубио судско значење и постао опште средство личног задовољења у одбрани части. У неким земљама су од двобоја били искључени сељаци и жене, а у старом чешком праву није било разликовања по сталежима, па су и жене могле да се користе двобојем како би добиле задовољење за убиство неког блиског лица, мужа или сродника. Двобоју је претходила заклетва коју је најпре полагао тужилац о постојању штете или кривице а затим оптужени за доказ своје невиности. Потом су се тукли користећи мачеве и штитове. Ако је питање спора било убиство или телесна повреда, двобој је вршен мачем, а код увреде као и кад је један од бораца странац, двобој је вршен батином. На западу је судски двобој пратио свештеник.
Стојан Новаковић је сматрао да се судски двобој употребљавао и у средњовековној српској држави, па га је Душанов законик укинуо као редовни доказ а оставио да се примењује за војнике кад су на походу. До таквог закључка Новаковић је дошао тумачењем речи узданије из члана 102., међутим такав закључак већина теоретичара историје права одбацује. Новаковић такође сматра да се по Душановом законику, спор између два војника завршавао двобојем, под забраном да нико не помаже ни једном ни другом борцу. Међутим овде се није радило о судском двобоју, већ о вансудском. Да је то био судски двобој не би било потребно изричито стављати ограничење, јер се он вршио пред судом где је свакако забрањена свака врста мешања у спор. Ограничење је било сасвим оправдано јер је то био вансудски двобој који се најчешће завршавао са покољем великог броја људи.
Решавање спора двобојем се дуго задржало у српском народу, што говори и Карађорђев предлог Петру Добрњцу и Миленку Стојковићу да своје размирице реше двобојем. Такође, двобој се употребљавао и код Албанаца. У Русији се такође употребљавао и пре Руске правде и после али се изричито не помиње у Правди.